# كارل كرولوف
كارل كرولوف (بالألمانية: Karl Krolow). هو شاعر ومترجم ألماني. ولد عام 1915 في هانوفر، وتوفي عام 1999 في دارمشتات. درس كرولوف الأدب الألماني والأدب الفرنسي والفلسفة وتاريخ الفن. وكان عضواً في الأكاديمية الألمانية للغة والآداب في دارمشتات وحصل على العديد من الجوائز منها جائزة جورج بوشنر. ترجم كرولوف الشعر الفرنسي والإسباني الحديث إلى الألمانية.

## أعماله
- حياة طيبة تستحق المدح «Hochgelobtes, gutes Leben» (أشعار 1943).
- الريح والزمن «Wind und zeit» (أشعار 1950-1954).
- أجسام غريبة «Fremde Körper» (أشعار 1959).
- من أجل التبسيط «Der Einfachheit» (أشعار 1970).
- الحياة الأخرى «Das andere Leben» (قصة 1979).
- شكراً جزيلاً وانتهى كل شيء «Vielen Dank und Vorüber» (أشعار 1984).
- الجانب الآخر من العالم «Die andere Seite der Welt» (أشعار 1987).

## روابط خارجية
- كارل كرولوف على موقع IMDb (الإنجليزية)
- كارل كرولوف على موقع مونزينجر (الألمانية)
- كارل كرولوف على موقع ديسكوغز (الإنجليزية)